# Max Stapff
Max Stapff (7. rujna 1870. – 1. studenog 1938.) je bio njemački pukovnik i vojni zapovjednik. Tijekom Prvog svjetskog rata bio je načelnik stožera više armija na Zapadnom i Istočnom bojištu. 

## Vojna karijera
Max Stapff rođen je 7. rujna 1870. u Viesebach bei Altenburgu. U prusku vojsku stupio je 1889. godine, te je služio u 6. fusilijarskoj topničkoj pukovniji. Čin poručnika dostigao je u studenom 1898. godine, dok je u satnika promaknut u ožujku 1906. godine. Od travnja 1911. godine služi u stožeru 35. pješačke divizije, da bi u listopadu 1912. godine bio unaprijeđen u čin bojnika. Pred početak Prvog svjetskog rata služi u stožeru guvernera u Graudenzu.

## Prvi svjetski rat
Prvih dva mjeseca Prvog svjetskog rata Stapff je proveo u služeći u stožeru u Graudenzu, da bi u listopadu 1914. bio premješten u stožer Korpusa Zastrow. U navedenom korpusu služio je mjesec dana da bi u studenom postao načelnikom odjela operacija pri stožeru Gardijskog pričuvnog korpusa kojim je zapovijedao Max von Gallwitz. Kada je Gallwitz postao zapovjednikom Armijske grupe Gallwitz, Stapff je postao načelnikom odjela operacija navedene armijske grupe u okviru koje Stapff sudjeluje u ofenzivi Gorlice-Tarnow. U kolovozu 1915. kada je Armijska grupa Gallwitz reorganizacijom postala 12. armijom Stapff postaje načelnikom odjela operacija 12. armije.
U rujnu 1915. Stapff postaje načelnikom operacija pri stožeru 11. armije. Na navedenoj dužnosti sudjeluje u invaziji na Srbiji, te nakon toga u borbama na Solunskom bojištu. U srpnju 1916. postaje načelnikom operacija u stožeru ponovno formirane 1. armije kojom je zapovijedao Fritz von Below. S navedenom armijom Stapff sudjeluje u Bitci na Sommi. Dužnost načelnika operacija 1. armije Stapff obnaša do prosinca 1916. kada postaje načelnikom stožera VII. pričuvnog korpusa kojim je zapovijedao Franz von Soden koju dužnost obnaša do svibnja 1917. godine.
U svibnju 1917. Stapff postaje načelnikom stožera 4. armije kojom je zapovijedao Friedrich Sixt von Arnim. Navedenu dužnost obnaša manje od mjesec dana jer u lipnju postaje načelnikom stožera 6. armije kojom je zapovijedao Otto von Below. Niti na dužnosti načelnika stožera 6. armije Stapff se nije dugo zadržao jer je već u kolovozu imenovan načelnikom stožera 2. armije pod zapovjedništvom Georga von der Marwitza. Kao načelnik stožera 2. armije Stapff sudjeluje u Bitci kod Cambraia nakon koje je promaknut u čin potpukovnika, te odlikovan ordenom Pour le Mérite.
U veljači 1918. Stapff se vraća na Istočno bojište gdje postaje načelnikom stožera 10. armije kojom je zapovijedao Erich von Falkenhayn. Navedenu dužnost obavljao je sve do kraja rata.

## Poslije rata
Nakon završetka rata Stapff je nastavio svoju vojnu karijeru. Dostigao je čin pukovnika, te se umirovio 1921. godine. Preminuo je 1. studenog 1938. u 68. godini života.

## Vanjske poveznice
(eng.) Max Stapff na stranici Prussianmachine.com